# Sigrid (cantante)
Sigrid Solbakk Raabe, nota semplicemente come Sigrid (Ålesund, 5 settembre 1996), è una cantante norvegese.
Il suo album di debutto Sucker Punch ha raggiunto la vetta della classifica norvegese e la quarta posizione di quella britannica, oltre ad ottenere due dischi di platino in Norvegia.

## Biografia
Sigrid è nata a Ålesund in Norvegia. Appassionata di canto fin da bambina, durante l'adolescenza è indecisa fra questo tipo di carriera e quella di avvocato per via delle scarse certezze di successo che una carriera musicale dà. Ciononostante Sigrid inizia la sua carriera nel 2013 dopo aver pubblicato il singolo di debutto, intitolato Sun, che la rende nota a livello nazionale in Norvegia. La cantante firma per la Petroleum Records e si esibisce al festival Øyafestivalen.
Nel 2016 Sigrid firma un contratto per la Island Records. Nel 2017 viene pubblicato il singolo Don't Kill My Vibe che ne sancisce l'inizio della carriera internazionale. Il brano e l'EP omonimo entrano in classifica in Norvegia, Australia, Scozia e Regno Unito. Lo stesso anno si esibisce al Park Stage del festival di Glastonbury. Don't Kill My Vibe è stata anche usata nella soundtrack di Sims 4 Parenthood. Sempre nel 2017 ha vinto il premio Spellemannprisen come miglior artista emergente norvegese. Nel medesimo anno pubblica i singoli Plot Twist e Strangers: quest'ultimo ottiene un forte successo internazionale. Nel 2018 pubblica altri singoli e un secondo EP intitolato Raw, oltre ad essere premiata sia con il BBC Sound of the Year che, per la seconda volta, con lo Spellemannprisen.
Nel marzo 2019 pubblica il suo album di debutto Sucker Punch, che include fra i suoi brani anche i singoli di maggior successo fra quelli pubblicati negli anni precedenti. L'album raggiunge la numero 1 nella classifica norvegese e la numero 4 su quella britannica e riceve ottime recensioni da parte della critica. Nei mesi successivi l'artista si esibisce come opener nei tour di Maroon 5 e George Ezra, per poi partire per un tour da headliner chiamato proprio The Sucker Punch Tour.
Sempre nel 2019 vince di nuovo il premio Spellemannprisen come miglior artista norvegese dell'anno: la premiazione ufficiale prevista per maggio 2020 però non è stata effettuata per via della pandemia di COVID-19. Sempre in relazione alla pandemia, nel 2020 l'artista prende parte insieme a vari altri artisti ad una cover live di Times Like These dei Foo Fighters.
Nel 2021 pubblica il singolo Mirror come primo estratto dal suo secondo album. A tale brano fanno seguito Burning Bridges e Home to You (This Christmas).
Il 6 maggio 2022 esce per Island Records il secondo album How to Let Go.
Sempre nel 2022 esce il singolo Bad Life, realizzato in collaborazione con la band britannica Bring Me The Horizon.

## Stile e influenze
Durante l'infanzia si appassiona al canto e ad artisti come Joni Mitchell, Adele e Neil Young.

## Discografia

### Album in studio
- 2019 – Sucker Punch
- 2022 – How to Let Go

### EP
- 2017 – Don't Kill My Vibe
- 2018 – Raw
- 2023 – The Hype

### Singoli
- 2017 – Don't Kill My Vibe
- 2017 – Plot Twist
- 2017 – Strangers
- 2018 – Raw
- 2018 – High Five
- 2018 – Sucker Punch
- 2019 – Don't Feel like Crying
- 2019 – Mine Right Now
- 2021 – Mirror
- 2021 – Burning Bridges
- 2021 – Home to You (This Christmas)
- 2022 – Head on Fire (con Griff)
- 2022 – It Gets Dark
- 2022 – Bad Life (feat. Bring Me the Horizon)
- 2022 – Blue
- 2023 – The Hype
- 2023 – Ghost